# 杰尔加奇 (萨拉托夫州)
杰尔加奇（羅馬化：Dergachi）是俄罗斯萨拉托夫州的市级镇、该州杰尔加奇区行政中心及规模最大聚居地。地处萨拉托夫州东部，位于大乌津河一支流阿尔塔塔河（Алтата）河畔，在州府萨拉托夫东偏南方，北侧有A298公路经过。镇内设有铁路车站阿尔塔塔站。
该地2022年人口有7,401人；2010年人口8,276；2002年人口9,642；1989年人口10,343。